# Yangcao (köpinghuvudort i Kina, Heilongjiang Sheng, lat 46,33, long 125,42)
Yangcao (kinesiska: 羊草, 羊草镇) är en köpinghuvudort i Kina. Den ligger i provinsen Heilongjiang, i den nordöstra delen av landet, omkring 110 kilometer nordväst om provinshuvudstaden Harbin. Antalet invånare är 30 679. Befolkningen består av 15 002 kvinnor och 15 677 män. Barn under 15 år utgör 12,0 %, vuxna 15-64 år 80 %, och äldre över 65 år 7,0 %.
Runt Yangcao är det ganska tätbefolkat, med 192 invånare per kvadratkilometer. Närmaste större samhälle är Anda, 11,0 km nordväst om Yangcao. Trakten runt Yangcao består till största delen av jordbruksmark.
Genomsnittlig årsnederbörd är 739 millimeter. Den regnigaste månaden är juli, med i genomsnitt 211 mm nederbörd, och den torraste är januari, med 4 mm nederbörd.